# بيرلويجي فراتالي
بيرلويجي فراتالي (بالإيطالية: Pierluigi Frattali) (1 ديسمبر 1985 بروما في إيطاليا - ) هو لاعب كرة قدم إيطالي في مركز حراسة المرمى. لعب مع نادي أفيلينو ونادي فروسينوني ونادي فيتشينزا وهيلاس فيرونا وكوسينزا كالشيو وASD Astrea ‏ وÉcole de Football Saint-Christophe ‏.

## روابط خارجية
- بيرلويجي فراتالي على موقع قاعدة بيانات كرة القدم.إي يو (الإنجليزية)
- بيرلويجي فراتالي على موقع Soccerway.com (الإنجليزية)
- بيرلويجي فراتالي على موقع عالم كرة القدم.نت (الإنجليزية)